# Steven Jackson (football américain)
Pour les articles homonymes, voir Jackson et Steven Jackson.
(en) Statistiques sur pro-football-reference
Steven Jackson est un joueur américain de football américain, né le 22 juillet 1983 à Las Vegas (Nevada), qui évolue au poste de running back.

## Biographie

### Carrière universitaire
Jackson a terminé sa carrière de l'Oregon State University, après trois saisons, devenant le premier joueur dans l'histoire avec Beaver éligibilité restante pour entrer dans le repêchage de la NFL. En 36 matchs, il a couru 743 fois pour 3625 yards pour une moyenne de 4,9 yards et 39 touchdown, tout en ajoutant 680 yards et six touchdown sur 66 et 240 mètres prises avec un touchdown sur sept kick-off return. Ses 4545 yards de gains au deuxième rang dans l'histoire de l'école, alors qu'il occupe le troisième rang sur la liste de tous les temps de notation de l'école avec 276 points. En tant que junior, il occupait la dixième place dans la nation en se précipitant, neuvième tout usage de métrage, et quatrième pour les points, il a porté le ballon 350 fois pour 1545 yards et 19 touchdowns, ajoutant 44 réceptions pour 470 yards et trois touchdowns. Ses 2015 yards de gains a établi un record college. En tant que sophomore Jackson a dirigé les 10 Pac en se précipitant et a terminé la huitième saison au niveau national avec 1690 yards, une moyenne de 130,0 yards par match.

### Carrière professionnelle
Il fut drafté au 1er tour en 2004 par les Rams de Saint-Louis. Il restera dans cette équipe jusqu'à la fin de la saison 2012.
Agent libre début 2013 il choisit de s'engager avec les Falcons d'Atlanta le 14 mars 2013.

## Palmarès

### Universitaire
- 2003 : 10e de NCAA à la course
- 2002 : 8e de NCAA à la course